# Sentier chinois
Pour les articles homonymes, voir Sentier.
Le « Sentier chinois » est le surnom donné depuis le milieu des années 1990 à une partie du sud du 11e arrondissement de Paris.

## Origine du nom
Le nom de cet espace vient du Sentier, un autre quartier parisien de grossistes textiles dont les commerçants sont pour la plupart de confession juive. Les propriétaires et employés étant d'ascendance asiatique, l'adjectif « chinois » a été ajouté à ce quartier, même si ces entreprises sont bien françaises.

## Historique
Rapidement, des grossistes en produits textiles se sont installés dans ce quartier, principalement dans et autour des rues Sedaine et Popincourt, situées près de la place de la Bastille. L'installation dans ce quartier n'est pas un hasard, il y avait déjà la présence de grossistes en lingerie de maison et surtout la disponibilité importante de locaux vides et délabrés.